# Wilhelm von Wachtendonk
Wilhelm von Wachtendonk († 1439) war ein Sohn des geldrischen Herzogs Rainald IV. (Jülich-Geldern) und ab 1420 Drost von Krickenbeck.

## Leben
Wilhelm, Herr von Wachtendonk, 1413–1432 Herr von Batenburg, war der uneheliche Sohn des Herzogs Rainald IV. von Geldern. Seine erste Ehe schloss er am 5. Januar 1410 mit Johanna von Wachtendonk († 1415), Erbtochter von Arnold III., Herrn zu Wachtendonk und Wilhelma von Büren. Nach der Verehelichung wurde er für legitim erklärt und durfte sich Wilhelm von Wachtendonk nennen. Nach deren Tod ehelichte er 1415 Hermanna von Bronckhorst († nach 1439), Tochter von Gisbert von Bronckhorst und Margarete von Ghemen. Im Jahr 1420 wurde er Drost des Amtes Krickenbeck.
Nach dem Tod seines Vaters im Jahr 1423 brachen um dessen Nachfolge sofort Streitigkeiten aus, da der Herzog keine legitimen Erben hinterlassen hatte. In dem daraufhin ausbrechenden Zweiten Geldrischen Erbfolgekrieg (1423–1444) trat Wilhelm auf die Seite von Arnold von Egmond, der als Kandidat der geldrischen Stände mit Adolf VII. von Jülich-Berg um das Erbe des Rainalds kämpfte. Er übernahm dabei die Grenzverteidigung Gelderns und ließ Landwehren in Viersen, Krickenbeck und Venlo anlegen. Von Wachtendonk aus vertrieb er 1424 den Feind nach dessen Überfall auf Grefrath. 1429 konnte er die Plünderung von Leuth und den Fall von Süchteln nicht verhindern, doch gelang im folgenden Jahr dessen Rückeroberung.
Noch im selben Jahr folgte der Abschluss eines Waffenstillstandes und die Übergabe des Amtes Krickenbeck an den Drost Johan von Wickrath. Nach seinem Rücktritt von diesem weltlichen Amt wandte sich Wilhelm frommen Werken zu. So stiftete er im Jahr 1430 das Tertiarierinnenkloster „Thal Josaphat“ zu Wachtendonk. Er starb 1439.